# Euclystis consurgens
Euclystis consurgens är en fjärilsart som beskrevs av Walker 1858. Euclystis consurgens ingår i släktet Euclystis och familjen nattflyn. Inga underarter finns listade i Catalogue of Life.